# Gabriel Loubier
Pour les articles homonymes, voir Loubier.
Gabriel Loubier, né le 27 septembre 1932 à Black Lake, est un avocat, homme politique et homme d'affaires québécois.

## Biographie

### Jeunesse et études
Gabriel Loubier étudie au collège de Sainte-Anne-de-la-Pocatière, au collège des Jésuites et à l'Université Laval, puis il est admis au Barreau du Québec en 1958.
Il est créé conseil en loi de la reine le 14 février 1968.
Il exerce sa profession à Québec.

### Politique
Il est élu député de l'Union nationale dans la circonscription de Bellechasse lors de l'élection générale québécoise de 1962. Il siège alors dans l'opposition. Il est réélu à l'élection générale de 1966, lors de laquelle l'Union nationale revient au pouvoir. Il est le ministre du Tourisme, de la Chasse et de la Pêche dans le gouvernement de Daniel Johnson puis dans celui de Jean-Jacques Bertrand. Son secrétaire est Claude Laferrière, fils de Louis Laferrière (Jeanne Lecorus) et neveu de l'écrivain Philippe Laferrière.
Il est réélu lors de l'élection générale de 1970, lorsque le Parti libéral de Robert Bourassa prend le pouvoir, et il retourne donc dans l'opposition. En juin 1971, succédant à Jean-Jacques Bertrand, il devient chef de l'Union nationale et donc chef de l'Opposition officielle. Son parti prend le nom d'Unité Québec. À l'élection générale de 1973, son parti est rayé de la carte, alors que le parti libéral demeure au pouvoir et que le Parti québécois devient l'Opposition officielle.
Maurice Bellemare le remplace en tant que chef de l'Union nationale.

### Après la politique
Dans les années 1980, il devient administrateur de plusieurs sociétés dans l'industrie de l'acier.

## Œuvres
En 1995, il publie un essai intitulé Québec-Canada : pays de mes chicanes (Éditions Quebecor, 1995, 187 pages,  (ISBN 978-2-89089-997-1)), dans lequel il fait part de ses réflexions à l'approche du référendum québécois de 1995.